# Krzykosy (gmina)
Krzykosy – gmina wiejska w województwie wielkopolskim, w powiecie średzkim. W latach 1975–1998 gmina położona była w województwie poznańskim.
Siedziba gminy to Krzykosy.
Według danych z 31 marca 2011 gmina liczyła 6721 mieszkańców. Natomiast według danych z 31 grudnia 2017 roku gminę zamieszkiwało 7027 osób.

## Struktura powierzchni
Gmina Krzykosy leży w obszarze chronionego krajobrazu Pradoliny Warty – Obry. Morfologicznie jest to płaski, równinny obszar wyniesiony 60–75 m n.p.m., przecinany niezbyt wielkimi dolinami. Rzeka Warta stanowi południową granicę gminy. Gmina ma charakter rolniczy.
Według danych z roku 2002 gmina Krzykosy ma obszar 110,46 km², w tym:
- użytki rolne: 63%
- użytki leśne: 28%

Gmina stanowi 17,73% powierzchni powiatu.

## Demografia

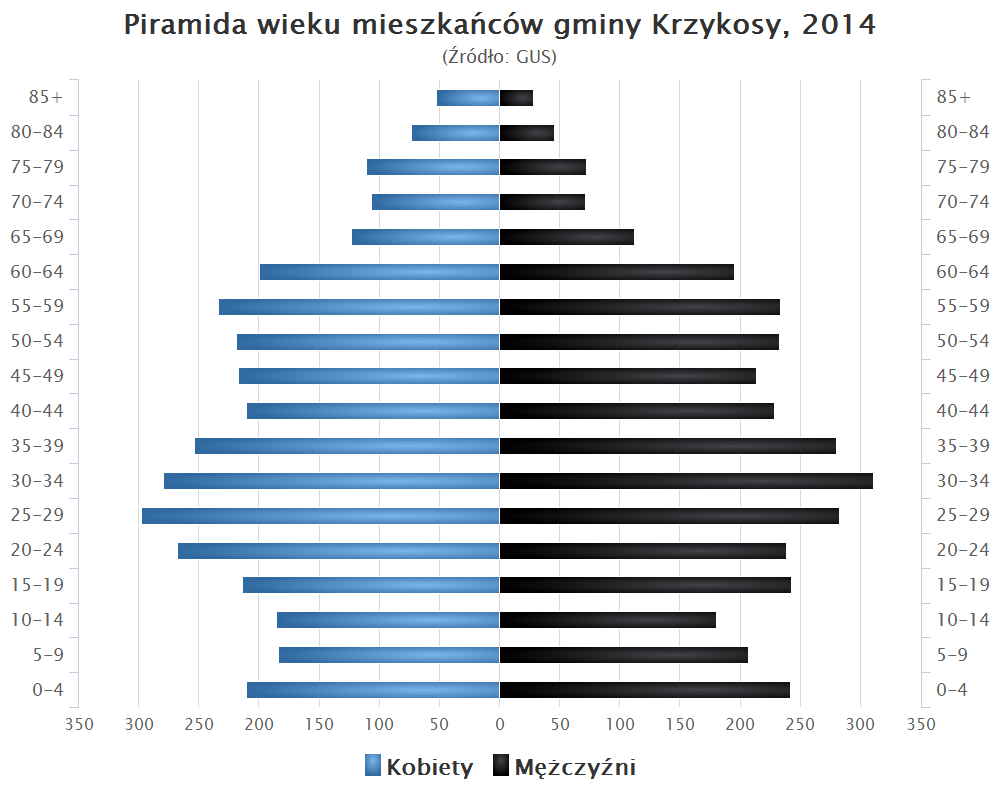
Piramida wieku mieszkańców gminy Krzykosy w 2014 roku

Dane z 30 czerwca 2004:
| Opis                              | Ogółem | Ogółem | Kobiety | Kobiety | Mężczyźni | Mężczyźni |
| --------------------------------- | ------ | ------ | ------- | ------- | --------- | --------- |
| Jednostka                         | osób   | %      | osób    | %       | osób      | %         |
| Populacja                         | 6460   | 100    | 3266    | 50,6    | 3194      | 49,4      |
| Gęstość zaludnienia [mieszk./km²] | 58,5   | 58,5   | 29,6    | 29,6    | 28,9      | 28,9      |

## Sąsiednie gminy
Książ Wielkopolski, Miłosław, Nowe Miasto nad Wartą, Środa Wielkopolska, Zaniemyśl